# Rétinopathie photique
La rétinopathie photique est une affection de la rétine de l'œil, en particulier de la macula, à la suite d'une exposition prolongée au rayonnement solaire ou d'autres lumières intenses, par exemple, des lasers ou de la soudure à l'arc.

## Causes
Même s'il est fréquemment prétendu que le rétine est brûlée par le regard fixée sur le soleil, le dommage semble apparaître à cause d'un préjudice chimique plutôt qu'un thermique. L'augmentation de la température causée par le regard au soleil avec une pupille de 3 mm cause seulement une croissance de 4 °C, insuffisant pour photocoaguler. L'énergie est encore phototoxique : étant donné que la lumière engendre l'oxydation, des réactions chimiques apparaissent dans les tissus exposés avec des molécules d'oxygène non-liées. Il apparaît aussi que la rétinopathie séreuse centrale peut être un résultat d'une dépression dans un œil endommagé par le soleil traité,,.[pas clair]
La durée d'exposition nécessaire pour causer un dommage varie avec l'intensité de la lumière, et affecte également la possibilité et la durée de récupération.

## Signes et symptômes
- Acuité visuelle réduite à long terme[5],[6]
- Scotomes centraux ou paracentraux[5],[6]

La perte de vision due à la rétinopathie solaire est généralement réversible, durant d'un mois à plus d'un an. Les changements dans le fond de l'œil sont variables et généralement bilatéraux, les cas moins graves ne présentent souvent aucune altération, et les cas modérés à sévères montrent un lieu jaune fovéal dans les premiers jours après l'exposition. Après quelques jours, il est remplacé par un point rougeâtre, souvent entouré de pigment.
Des trous permanents et des lésions sont possibles ; le pronostic s'aggrave dans le cas des pupilles mydriatiques ou d'une exposition prolongée.